# Seebener Teich
Als Seebener Teich, auch Seebener Weiher, wird ein Teich am Ortseingang im Südosten des Ortsteiles Seeben von Halle (Saale) bezeichnet.
Bis 1958 wurde im Norden der Stadt in der Grube „Karl Ernst“ Braunkohle im Untertagebau abgebaut. Im Laufe der Jahre senkte sich das darüber liegende Gelände ab. Durch das sich in der Senke sammelnde Grund- und Niederschlagswasser entstand der Teich.
Der Teich, heute ein Flächennaturdenkmal, ist von einem dichten Schilfgürtel umgeben und Lebensraum zahlreicher Wasservögel, wie Haubentaucher, Rohrweihen und Zwergrohrdommeln.
Siehe auch: Liste der Gewässer in Halle (Saale)